# لوپو دو ناسیمنتو
لوپو دو ناسیمنتو (انگلیسی: Lopo do Nascimento؛ زادهٔ ۱۰ ژوئیهٔ ۱۹۴۲) سیاست‌مدار اهل آنگولا است. وی از ۱۱ نوامبر ۱۹۷۵ تا ۹ دسامبر ۱۹۷۸ نخست‌وزیر آنگولا بود.